# Karel Lev Řehák
Karel Lev Řehák (5. listopadu 1843 Sovenice – 15. prosince 1941 Praha) byl český teolog, katolický duchovní a spisovatel.

## Život
Narodil se v rolnické rodině a obecnou školu navštěvoval v Březině. Absolvoval nižší gymnázium v Mladé Boleslavi a vyšší gymnázium v Litoměřicích. Kněžský seminář studoval od roku 1864 v Litoměřicích a od roku 1866 v Praze, kde také navštěvoval univerzitní přednášky na filozofické fakultě. Roku 1868 byl vysvěcen na kněze. Svoji primici sloužil 26. července 1868 v kostele sv. Ignáce na Karlově náměstí v Praze.
Prvním působištěm byl ústav ctihodných Školských Sester v Praze, kde krátce působil jako učitel náboženství. Dále působil jako kaplan ve Vlašimi, od roku 1870 u Nejsvětější Trojice ve Spálené ulici v Praze, od roku 1875 jako vikarista na Vyšehradě, od roku 1882 jako farář v Podolí a od roku 1892 u sv. Ducha, kde působil 26 let.
V roce 1875 dosáhl na bohoslovecké fakultě pražské univerzity titulu dr. theol. Roku 1899 se stal arcibiskupským notářem a rytířem Božího hrobu. V roce 1910 se stal nesídelním kanovníkem vyšehradským. Od roku 1918 působil jako farář u sv. Havla v Praze. Do roku 1937 publikoval svá díla. Zemřel v roce 1941 klášteře redemptoristů v Praze a byl pochován na vyšehradský hřbitov.

## Veřejné působení
Během působení v Podolí pracoval i v místní škole a byl členem obecního zastupitelstva. Na opravu místního kostela věnoval z vlastních zdrojů 7 000 zlatých a dalších 7 000 získal ze sbírky.
V roce 1899 dal přistavět ke kostelu v Březině přístavbu na východní straně v pseudorománském slohu na počest faráře Antonína Horny. Přístavbu vysvětil papežský prelát Josef Němeček.
Byl zakládajícím členem Jednoty Svatovítské pro dostavení velechrámu na hradě pražském, Jednoty katolických tovaryšů, Dědictví Svatojanského, Cyrillo-Metodějského a Svatoprokopského, vydavatelství časopisů Čech a Katolické Listy, Křesťanské Akademie, Jubilejního katolického spolku Praha.

## Dílo
Teologické dílo je ovlivněno faktem, že se Řehák věnoval pastoraci a nepohyboval se v prostředí teologické fakulty. Dílo odpovídá obrazu praktické pastorace a morální teologie konce 19. století a situaci po prvním vatikánském koncilu. Je tvořeno apologetickými spisy proti luterství, historickými spisy věnovanými období husitství i spisy beletristického rázu.

### Vydaná díla

#### Náboženská tematika[2]
- Růže červené jež v čase svatopostním u věnec svinul a ctitelům nebes královny věnuje Karel Lev Řehák (1879)
- S Bohem či bez Boha? (1879)
- Cesty zvadlé (1881)
- Mše svatá jest památkou a obnovením oběti, kterou Pán Ježíš na kříži dokonal (1882)
- Z Říma do Prahy (1884)
- Jubileum Léta Páně 1886 (1886)
- Miláček Páně (1887, 1903)
- Myrtový věnec, jenž snoubencům i manželům na památku uvil Th. Dr. Karel Lev Řehák (1890)
- Katolická mravouka (1893)
- Biskupské druhotiny Lva XIII. (1893)
- Kde jest reformace? (1894)
- Koruna sv. Voršily (1895)
- Klerikální nevědomost či nepoctivost? (1897)
- Křížová cesta (1898)
- Kam jdeš? Kniha útěchy pro doby trudné (1898)
- K té obraně „reformátorův“ a „reformace“. Františku Šádkovi, helvétskému pastoru v Ranné na jeho flašinetl naštemoval Velikán Velikánovič (1898)
- Manna roku církevního církevního čili výklady slavnosti roku církevního, jich epištol a na jich evangelia (1901)
- Album katolíka čili Zbrojnice na prostonárodní odrážení nepřátelských nájezdů proti církvi (1904)
- Co nám prospěl Hus a co Žižka? (1904)
- Kam nechceš? (1904–1905)
- Či katolík či lutherán (1905)
- Má protestantství přednost před katolictvím? (1906)
- Martinu Lutherovi šach! Čili: Odpověď na lutheránské vnadidlo pro katolíky (1906)
- Pomněnky z domu ctihodných Voršilek v Praze (1907)
- Nepoznávaný uprostřed nás! (1926)
- Kratochvílovy slečny (1932)
- Život vnitřní, předpoklad katolické akce (1932)
- Ježíš Kristus Král! (1935)
- Máj P. Marie Lurdské
- Na perutích

#### Historická díla[2]
- Památky kostela sv. Ducha v Praze
- Pouť Slovanů do Říma ke dnu 5. července L. P. 1881., kterou spolu vykonal i popisuje Karel Lev Řehák (1882)
- Chrám a slovanské opatství u sv. Mikuláše na Starém Městě Pražském (1896)
- Pastor J. A. Komenský, domnělý poslední „biskup“ „českých bratří“ na líci i na rubu (1907)
- Sedlák Petr Chelčický, praotec „českých bratrů“ (1907)
- Význam husitství pro vzdělanost v Čechách (1908)
- Císař Karel IV., český král katolík (1909)
- Jiří z Poděbrad, český král kališník (1910)
- Albert Chanovský, rytíř z Dlouhé Vsi (1912)
- Kostel sv. Ducha na Starém městě v Praze (1916)
- Svatý Havel, opat, a farní chrám na Starém Městě Prahy (1925)
- Spolek sv. Anežky pro dobrovolnou péči o chudé v Čechách (1927)

#### Překlady[2]
- Alfons z Liquori: Listy zvadlé, Pravá nevěsta Ježíše Krista (1879)
- Leopold Stix: Krátké úvahy pro každý den v roce vůbec a pro některé slavnosti ještě zvlášť (z němčiny, spolu s Teresií hraběnkou Schmising-Kerssenbrockovou)
- Martin z Kochemu: Ctihodného kněze Martina z Kochemu Výklad nejsvětější oběti mše svaté (1897), Ctihodného kněze Martina z Kochemu Prostomilá knížka (1904)

#### Ediční činnost
- Rorate et laudate (1889), společně s Janem Troblem